# Apsley Cherry-Garrard

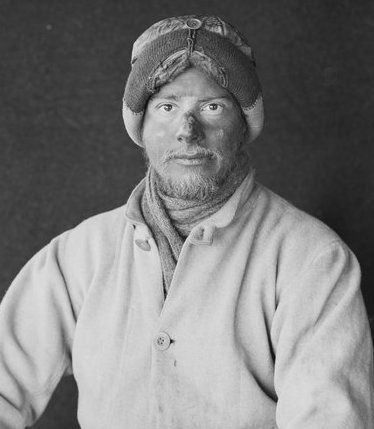
Apsley Cherry-Garrard (fotografiert von Herbert Ponting im Januar 1912)

Apsley George Benet Cherry-Garrard (* 2. Januar 1886 in Bedford, Bedfordshire; † 18. Mai 1959 in London) war ein britischer Polarforscher, der an der Terra-Nova-Expedition (1910–1913) unter Robert Falcon Scott in die Antarktis teilnahm. Bei dieser Forschungsreise war er unter anderem am Wintermarsch zum Kap Crozier beteiligt und Mitglied einer von mehreren Unterstützungsgruppen, die Scott und vier Begleitern den Vorstoß zum geographischen Südpol ermöglichten. Cherry-Garrard gehörte auch der Suchmannschaft an, die im November 1912 das letzte Lager der Südpolgruppe mit den Verstorbenen Scott, Wilson und Bowers fand. Die Expeditionserlebnisse schilderte er im 1922 erschienenen Buch The Worst Journey in the World, das inzwischen zu den Klassikern der Reise- und Polarliteratur gehört.
Nach einer medizinischen Forschungsreise nach China im Jahr 1914 und seinem Militärdienst im Ersten Weltkrieg traten bei Cherry-Garrard im Jahr 1916 schwere gesundheitliche Probleme zutage, die vermutlich durch die traumatischen Erlebnisse bei der Terra-Nova-Expedition hervorgerufen wurden und unter denen er den Rest seines Lebens, den er als Privatier verbrachte, litt.

## Herkunft und Jugend

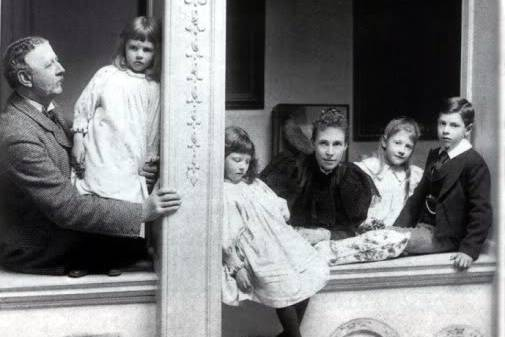
Cherry-Garrard (rechts) mit seinen Eltern und den Schwestern Mildred, Elsie und Ida (v. l. n. r.) im Jahr 1896

Apsley Cherry-Garrard wurde im Haus Nr. 15 in der Landsdowne Road der südenglischen Stadt Bedford geboren. Seine Eltern waren Generalmajor Apsley Cherry (später Cherry-Garrard, 1832–1907), Companion des Order of the Bath (CB) und Justice of Peace (JP), und dessen Ehefrau Evelyn Edith (geb. Sharpin, 1857–1946). Apsley Cherry-Garrard war ihr ältestes Kind und einziger Sohn neben fünf Töchtern. Die ursprünglich aus Frankreich stammende Familie Cherry gehörte zur wohlhabenden viktorianischen Mittelschicht. Cherry-Garrards Vater hatte als Offizier der britischen Armee im Indischen Aufstand von 1857 sowie in der südafrikanischen Kapkolonie im Grenzkrieg von 1877 und im Zulukrieg von 1879 gedient.
Seine Jugend verlebte Apsley Cherry-Garrard auf dem Familienlandsitz Denford Park in Kintbury, Berkshire und ab 1892 auf dem Anwesen Lamer Park in Wheathampstead, Hertfordshire. Letzteres hatte seit der Mitte des 16. Jahrhunderts der väterlichen Familienlinie der Garrards gehört und war durch Erbschaft in den Besitz von Cherry-Garrards Vater übergegangen. Hierdurch waren seinem Vater auch Wappen und Name der Garrards zugefallen.
Im Alter von sieben Jahren schickten ihn seine Eltern zur Grange Preparatory School in Folkestone in der Grafschaft Kent. Später besuchte er das Winchester College und graduierte in klassischer Philologie und neuer Geschichte als Bachelor of Arts (B.A.) am Christ Church College in Oxford. Cherry-Garrard, der zeitlebens an einer starken Kurzsichtigkeit litt, galt während seiner Schulzeit als schüchterner Einzelgänger, der von seinen sportlich ambitionierten Mitschülern gemieden wurde. In seiner Studienzeit entwickelte er sich zu einem ausgezeichneten Ruderer und 1908 gewann er in einer Auswahlmannschaft seiner Universität im Ruderachter den renommierten Grand Challenge Cup in Henley-on-Thames.

## Terra-Nova-Expedition

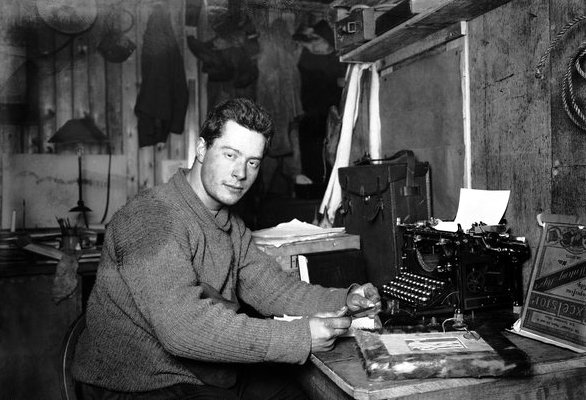
Cherry-Garrard vor seiner Schreibmaschine in der Expeditionshütte am Kap Evans, Ross-Insel, Antarktis

Cherry-Garrard hatte seinen Vater für dessen abenteuerlichen Lebensstil in jungen Jahren bewundert und war fest entschlossen, ihm darin nachzueifern. Im Jahr 1907 brach er aus diesem Grund zu einer Weltreise an Bord von Frachtschiffen auf. Während er sich im australischen Brisbane aufhielt, erfuhr er, dass Robert Falcon Scott seine zweite Antarktis-Expedition plante, um als Erster den geographischen Südpol zu erreichen. Als sich Scotts Vertrauter Edward Wilson im Herbst 1908 auf dem schottischen Landsitz eines Cousins von Cherry-Garrard aufhielt, nutzte er die Gelegenheit, sich über Wilson für die Teilnahme an der Forschungsreise zu bewerben. Nachdem Scott ihn trotz Wilsons Fürsprache zunächst abgelehnt hatte, erklärte sich Cherry-Garrard bereit, der Expedition auch ohne Gegenleistung £ 1000 (heute rund £ 111.000) zur Verfügung zu stellen. Scott war derart beeindruckt von dieser Geste, dass er ihn schließlich offiziell als Assistenz-Zoologen, de facto als Wilsons Gehilfen rekrutierte. Cherry-Garrard und Lawrence Oates, der für die Betreuung der mitgeführten Mandschurischen Ponys verantwortlich war, waren die einzigen Expeditionsmitglieder, die für ihre Teilnahme Geld zahlten. Er gehörte trotz Seekrankheit zu dem Teil der Mannschaft, der die gesamte Reisestrecke von Cardiff bis zum Kap Evans auf der Ross-Insel zwischen dem 15. Juni 1910 und dem 4. Januar 1911 mit dem Forschungsschiff Terra Nova zurücklegte.
Während anfangs insbesondere wissenschaftliche Expeditionsteilnehmer auf Cherry-Garrard wegen seiner fehlenden Qualifikationen spöttisch reagierten, schrieb Scott, er sei „wenn überhaupt höchst intelligent und sofort hilfsbereit“ und „ein weiterer der naturverbundenen, zurückhaltenden, gelassenen Arbeiter“. Im Basislager war Cherry-Garrard unter anderem maßgeblich mit der Anfertigung eines Expeditionsjournals betraut, nachdem ihn Scott bereits vor Beginn der Forschungsreise angewiesen hatte, die Handhabung einer Schreibmaschine zu erlernen. Als Herausgeber der South Polar Times stand Cherry-Garrard in direkter Nachfolge zu Ernest Shackleton und Louis Bernacchi, die diese Aufgabe nacheinander während Scotts Discovery-Expedition (1901–1904) übernommen hatten. Mit Lawrence Oates, Henry Bowers, Edward Atkinson und Cecil Meares bezog er ein gemeinsames Quartier in der Expeditionshütte. Zu diesen Männern sowie zu Edward Wilson entwickelte er freundschaftliche Beziehungen.

### Errichtung der Versorgungsdepots

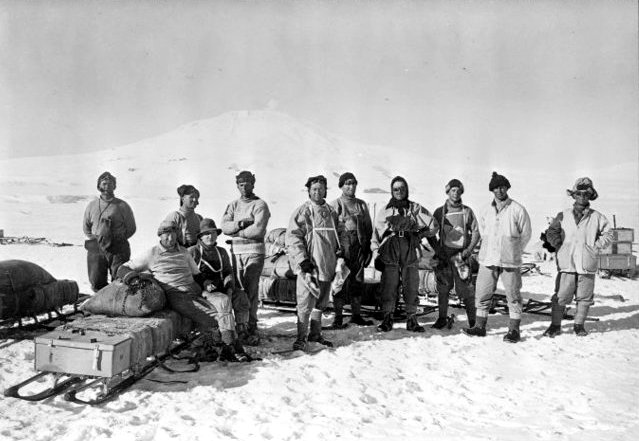
Cherry-Garrard (Dritter von rechts) als Mitglied der ersten Depot-Gruppe im Januar 1911

Am 24. Januar 1911 begann die Mannschaft, wie Cherry-Garrard es beschrieb, „in einem Zustand der Eile an der Grenze zur Panik“ mit dem Anlegen von Depots für den geplanten Marsch zum geographischen Südpol. Er gehörte zu einer von Scott geleiteten 13-köpfigen Gruppe, die an diesem Tag mit acht Ponys und 29 Schlittenhunden zu einem Marsch zum Transport von Vorräten und Ausrüstungsgegenständen zum alten Quartier von Scotts Discovery-Expedition auf der Hut-Point-Halbinsel aufbrach. Es war der erste einer ganzen Reihe von Märschen, an deren Ende Cherry-Garrard mit umgerechnet 4923 km die längste Wegstrecke aller Expeditionsteilnehmer zurückgelegt hatte. Das Ziel der Versorgungsmärsche lautete, neben weiteren Vorratslagern das südlichste Depot auf einer geographischen Breite von 80° S auf dem Ross-Schelfeis zu errichten.
Das Vorhaben misslang wegen schlechten Wetters und eines weichen Untergrunds, in den die Ponys, insbesondere wenn sie keine Schneeschuhe trugen, bis zum Bauch einsanken. Am 17. Februar schließlich ließ Scott das sogenannte One Ton Depot bei 79° 29′ S anlegen, etwa 56 km nördlich der angepeilten Position und rund 240 km südlich der Hut-Point-Halbinsel. Einige der Männer, unter ihnen Cherry-Garrard, litten zu diesem Zeitpunkt bereits an Erfrierungen im Gesicht. Bei der Rückkehr zum Basislager in getrennten Teams bis Ende Februar 1911 gingen sechs der acht Ponys durch Kälte und Erschöpfung zugrunde. Allein drei von vier Pferden starben beim gemeinsamen Versuch Cherry-Garrards, Bowers’ und Tom Creans, die Tiere über eine aufbrechende Eisfläche zwischen der Hut-Point-Halbinsel und Kap Evans zurückzuführen.
Am 16. März 1911 unternahm Cherry-Garrard mit sieben Begleitern unter der Führung des stellvertretenden Expeditionsleiters Edward Evans einen letzten Depotmarsch auf das Ross-Schelfeis vor Beginn des antarktischen Winters. Die Gruppe geriet in einen Schneesturm, durch den sie in einem Gelände mit zahlreichen Gletscherspalten zwischenzeitlich die Orientierung verlor und nur mit Mühe zum sogenannten Corner Camp östlich von White Island gelangte. Der Rückweg verlief dagegen reibungslos, so dass die Mannschaft wohlbehalten am 23. März am Hut Point eintraf.

### Wintermarsch zum Kap Crozier

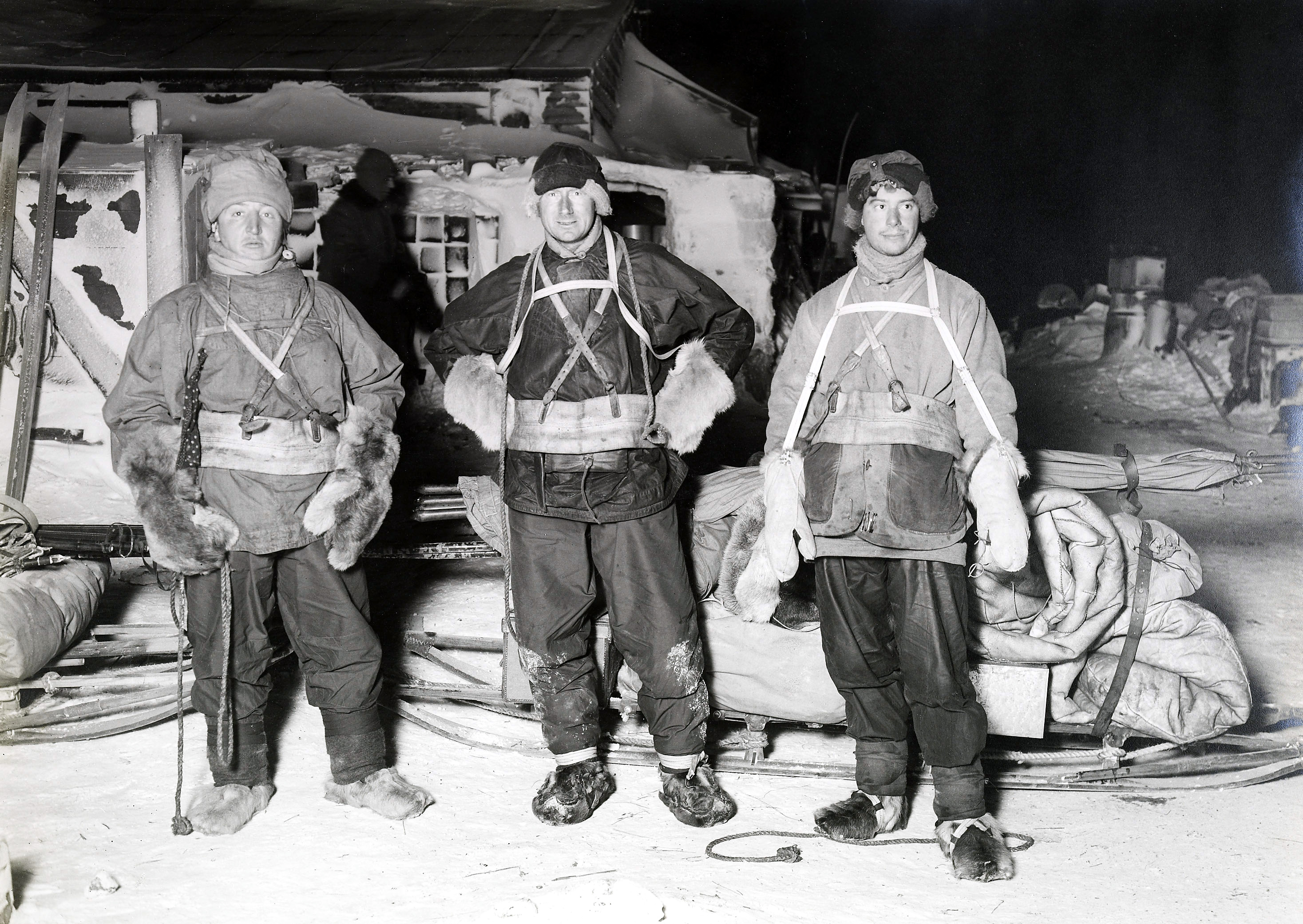
Henry Bowers, Edward Wilson und Apsley Cherry-Garrard (v. l. n. r.) beim Aufbruch zum Wintermarsch zum Kap Crozier am 27. Juni 1911

Am 27. Juni 1911 brach Cherry-Garrard gemeinsam mit Henry Bowers und Edward Wilson mitten im antarktischen Winter, in den die Brutsaison der Kaiserpinguine fällt, auf zu einem Marsch zu einer Kolonie dieser Vögel am Kap Crozier, um dort angebrütete Pinguineier einzusammeln. Die in den Eiern enthaltenen Embryonen sollten als Untersuchungsmaterial dienen, um die von Ernst Haeckel aufgestellte, inzwischen jedoch weitgehend widerlegte Rekapitulationstheorie nachzuvollziehen, nach der die Embryogenese eine verkürzte Wiederholung der Phylogenese eines Organismus darstellt. Der Kaiserpinguin galt damals als besonders primitiver Vogel, dessen embryonale Entwicklung einen Hinweis auf den Missing Link in der Evolution von Vögeln und Reptilien geben sollte.
Die drei Männer mussten ihre beiden Transportschlitten mit einem Gesamtgewicht von etwa 400 kg in fast ständiger Dunkelheit und bei Temperaturen von bis zu −60,8 °C selbst ziehen, um die Distanz von rund 97 km von der Expeditionshütte am Kap Evans bis zum östlichen Ende der Ross-Insel zurückzulegen. In ihrer steifgefrorenen Kleidung kamen sie zeitweilig weniger als 3 km pro Tag voran. Cherry-Garrard notierte: „Wären wir in Blei gekleidet, könnten wir unsere Arme und Nacken und Köpfe besser bewegen als jetzt.“ Zudem zwang sie das hohe Gewicht der Schlitten nach Erreichen des Ross-Schelfeises am 28. Juni zu rollierenden Etappen: Nach Transport eines Teils ihrer Ausrüstung über eine gewisse Strecke kehrten sie um, um den anderen Teil zu holen. Sie experimentierten auf dem Hinweg in Scotts Auftrag mit ihrer Ernährung in Vorbereitung auf den bevorstehenden Südpolmarsch. Während sich Wilson und Bowers fett- beziehungsweise proteinreich ernährten, verzehrte Cherry-Garrard vorwiegend kohlenhydratreiche Kost in Form von Keksen, was bei ihm zu anhaltendem Hungergefühl und Sodbrennen führte. Laut den Aufzeichnungen Edward Wilsons litt Cherry-Garrard außerdem stärker als seine Begleiter unter Erfrierungen an Händen, Füßen und im Gesicht. Nachdem sie zunächst in einiger Entfernung zur südwestlichen Küste der Ross-Insel nach Osten vorgedrungen waren, erreichten sie am 9. Juli in dichtem Nebel den sogenannten Terror Point (77° 41′ S, 168° 13′ O), einen küstennahen Ausläufer von Mount Terror in einer Entfernung von noch rund 32 km zu ihrem Ziel. Drei Tage lang wurden sie hier durch einen Sturm aufgehalten. Danach waren die Temperaturen auf bis zu −13 °C gestiegen. Dadurch glitten die Kufen der Transportschlitten besser, und die Männer kamen teilweise mehr als 12 km pro Tag voran.

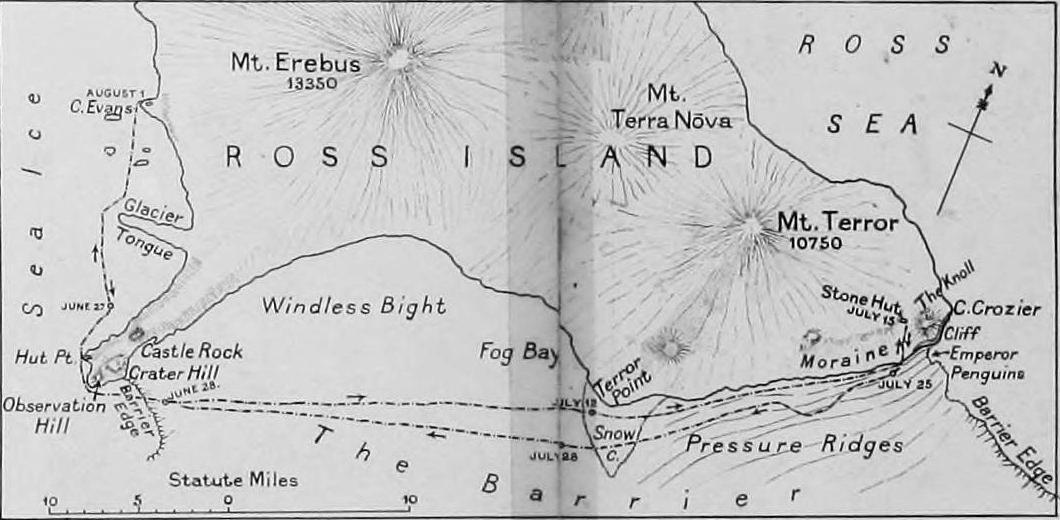
Karte vom Wintermarsch zum Kap Crozier

Am 15. Juli schließlich erblickten Cherry-Garrard und seine beiden Begleiter den sogenannten Knoll, einen markanten Flankenvulkan von Mount Terror, dessen steil abfallende östliche Flanke das Kap Crozier bildet.

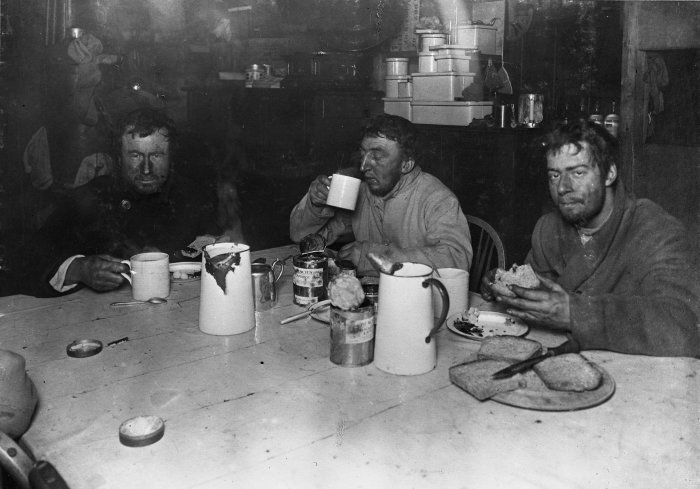
Wilson, Bowers und Cherry-Garrard (v. l. n. r.) nach ihrer Rückkehr vom Kap Crozier in der Hütte am Kap Evans am 1. August 1911

Hierzu hatten die Männer zunächst Kap MacKay (77° 42′ S, 168° 31′ O) umrundet und danach ein Gebiet mit stark zerklüfteten Eisrücken passiert. Nach einem Aufstieg über etwa 250 Höhenmeter an den Gebirgsausläufern des Knoll errichteten Cherry-Garrard, Wilson und Bowers drei Tage lang eine notdürftige Schutzhütte (77° 31′ S, 169° 22′ O) aus Felsblöcken, Schnee und einer Leinenplane als Dach. Beeindruckt von der sie umgebenden Szenerie schrieb Cherry-Garrard: „Hinter uns Mount Terror, auf dem wir standen, und vor allem schien die graue, unendliche Barriere [Ross-Schelfeis] einen mit ihrer kalten Unermesslichkeit in den Bann zu ziehen, diffus [und] schwerfällig, eine Brutstätte aus Wind, Drift und Dunkelheit. Gott, was für ein Ort!“
Am 18. Juli hatten sich Cherry-Garrard, Wilson und Bowers nach einem mühsamen Abstieg zur Eiskante der Kolonie der Kaiserpinguine bis auf Hörweite genähert, mussten jedoch unverrichteter Dinge wieder umkehren, nachdem sie im Gewirr der Eisverwerfungen am Kap in eine Sackgasse geraten waren. Am nächsten Tag gelang es ihnen, über einen steileren Weg und nach Durchkriechen eines natürlichen Eistunnels zu einer Klippe vorzudringen, auf der etwa hundert Vögel brüteten. Überschwänglich notierte Cherry-Garrard: „[…] wir hatten zum Greifen nah Material, das sich von äußerster Wichtigkeit für die Wissenschaft erweisen konnte; wir kehrten Theorien in Fakten um mit jeder Beobachtung, die wir machten […].“ Sie töteten und häuteten drei der Tiere zur Trangewinnung und sammelten fünf Eier ein, die sie in ihren an Bändern um den Hals befestigten Fellhandschuhen transportierten. Auf dem Rückweg zum Lager, das sie in der Dunkelheit nur mit äußerster Mühe fanden, zerbrachen Cherry-Garrard zwei der Eier; die restlichen drei Exemplare wurden für den Rücktransport in Alkohol konserviert.
Die folgenden Tage ihres Aufenthalts am Kap Crozier waren von Rückschlägen geprägt. Beim Auskochen der Pinguinhäute in ihrer Schutzhütte wurde Wilson durch spritzenden heißen Tran am Auge verletzt. Zudem setzte ein weiterer Sturm ein. Am Morgen des 22. Juli stellten die Männer fest, dass der Sturm das neben der Schutzhütte errichtete Zelt fortgerissen hatte, wodurch eine sichere Rückkehr zum Kap Evans in ernsthafte Gefahr geriet. Cherry-Garrard notierte: „Ohne Zelt wären wir tote Männer.“ Am Mittag des 23. Juli – Wilsons Geburtstag – zerriss der Sturm die als Dach ihrer Hütte dienende Leinenplane, wodurch die Männer zunehmend von Schnee verschüttet und ohne Möglichkeit der Nahrungsaufnahme einen Tag lang in ihren Schlafsäcken verbringen mussten. Als am 24. Juli der Sturm für einige Zeit abflaute und sie von der Anhöhe ein Stück weit abgestiegen waren, fanden sie das nur leicht beschädigte Zelt, das sich an einem Felsblock verfangen hatte. Schwindende Brennstoffvorräte, ein defekter Blubberofen und ihre durch den Sturm ramponierte Schutzhütte ließen eine weitere Exkursion zur Pinguinkolonie nicht zu.
Cherry-Garrard, Wilson und Bowers ließen einen der beiden Transportschlitten und entbehrliche Ausrüstung zurück und starteten am 25. Juli zu ihrem Rückweg zum Basislager am Kap Evans. Übermüdet, gegen einen heftigen Wind ankämpfend und in ständiger Gefahr, in der Dunkelheit in eine Gletscherspalte zu stürzen, kamen sie anfangs nur schleppend voran. Cherry-Garrard schrieb hierzu: „Ich kann mit Worten nicht ausdrücken, wie hilflos […] wir waren, uns selbst zu helfen, und wie wir aus einer ganzen Reihe sehr fürchterlicher Erfahrungen herausfanden.“ Sie legten deutlich größere Strecken zurück, nachdem sie am 28. Juli auf Höhe des Terror Point wieder in den Windschatten der Ross-Insel gelangt waren. Der Windschatten sorgte wiederum für sinkende Temperaturen. Gemäß Cherry-Garrards Aufzeichnungen lag der Tiefstwert auf dem Rückweg bei −54,4 °C. Seine Zähne waren erfroren und begannen zu zersplittern. Am 31. Juli trafen die drei Männer an der Hütte am Hut Point ein, die jedoch zu diesem Zeitpunkt von keinem der anderen Expeditionsmitglieder besetzt war. Nach einer mehrstündigen Rast in ihrem Zelt, das sie in der ungastlichen Hütte errichtet hatten, brachen sie am Morgen des 1. August zu ihrer Schlussetappe zum Basislager am Kap Evans auf, das sie am späten Abend desselben Tages nach insgesamt 36 Tagen Reisedauer erreichten. Nachdem Scott sie erblickt hatte, hielt er im Tagebuch fest: „Sie sahen verwitterter aus als irgendjemand, den ich sonst gesehen habe. Ihre Gesichter waren verschrammt und verrunzelt, ihre Augen trübe, ihre Hände erbleicht und faltig durch die ständige Feuchtigkeit und Kälte […]“ und „Es ist offensichtlich, dass er [Cherry-Garrard] am heftigsten gelitten hat – doch Wilson erzählt mir, dass sein Mut auch nicht einen Moment lang wankte.“

### Südpolmarsch
Das erstmalige Erreichen des geographischen Südpols war das Hauptziel der Terra-Nova-Expedition. Scott und vier weitere Expeditionsteilnehmer trafen dort zwar am 18. Januar 1912 ein, jedoch rund fünf Wochen später als Roald Amundsen und dessen Mannschaft. Auf dem Rückweg zum Basislager starben Scott und seine Begleiter an Unterernährung, Krankheit und Unterkühlung.

#### Vorbereitung

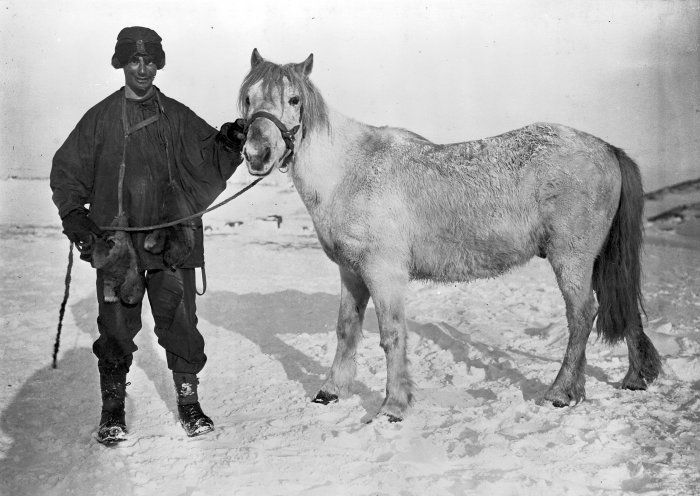
Cherry-Garrard mit dem Pony Michael vor dem Aufbruch zum Südpolmarsch am 1. November 1911

Am 10. August 1911 hatte Scott bestimmten Expeditionsmitgliedern die Betreuung je eines der verbliebenen zehn Ponys auferlegt. Cherry-Garrard fiel das Training des Wallachs Michael für den bevorstehenden Südpolmarsch zu. Gemeinsam mit Wilson, Oates und Crean unternahm er am 6. Oktober einen letzten Härtetest, bei dem die vier Ponys der Männer schwere Lasten auf Transportschlitten vom Kap Evans zur Hut-Point-Halbinsel ziehen mussten.

#### Hinweg
Am 1. November 1911 brachen zwölf Expeditionsteilnehmer, darunter Cherry-Garrard und Scott, mit zehn Ponys und zwei Hundegespannen auf zum Südpolmarsch. Bereits seit dem 24. Oktober waren Edward Evans, William Lashly, Bernard Day und Frederick Hooper (1891–1955) mit den beiden Motorschlitten nach Süden unterwegs. Am 4. November stieß Cherry-Garrard gemeinsam mit Scott und Wilson etwa 26 km südlich der Hut-Point-Halbinsel auf den ersten zurückgelassenen Motorschlitten und nur einen Tag später unweit des Corner Camp auch auf den zweiten. Nachdem die Mannschaft am 15. November am One Ton Depot eingetroffen war, entschied Scott angesichts der Erschöpfung zweier Ponys, alle Pferde höchstens bis zum Erreichen des Beardmore-Gletschers als Zugtiere einzusetzen und sie unterwegs bei Bedarf zur Versorgung der Hundegespanne zu töten. Cherry-Garrard nahm diese Entscheidung mit Erleichterung auf: „[…] der Versuch [, die Pferde auf den Gletscher zu führen,] wäre glatter Selbstmord gewesen.“ Am 21. November holten sie die vierköpfige Gruppe um Edward Evans bei 80° 32′ S ein. Drei Tage später wurde das erste Pony erschossen. Am nächsten Morgen machten sich Day und Hooper als erste Unterstützungsgruppe auf den Rückweg zum Basislager. Die weiter nach Süden vorstoßenden Männer errichteten am 1. Dezember bei 82° 47′ S das letzte Depot auf dem Ross-Schelfeis, nachdem drei weitere Ponys getötet worden waren. Insbesondere für Edward Evans und William Lashly, die seit dem Ausfall der Motorschlitten Ausrüstung und Proviant selbst ziehen mussten, war das Pferdefleisch als Nahrung nach Darstellung Cherry-Garrards „wie eine Erlösung“. Am 4. Dezember schließlich wurde auch Cherry-Garrards Pony Michael zur Versorgung der Hunde und wegen mangelnden Pferdefutters geopfert. Dies geschah in einem Lager im Gebiet der Mündung des Beardmore-Gletschers in das Ross-Schelfeis. Nachdem ein Sturm die Männer vier Tage lang in diesem Lager aufgehalten hatte, zog Cherry-Garrard auf der nächsten Etappe einen der Transportschlitten gemeinsam mit Henry Bowers.

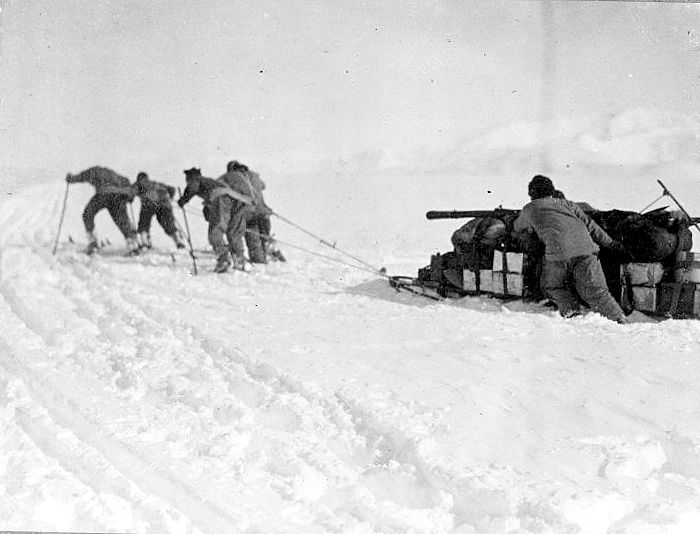
Cherry-Garrard (links) beim Ziehen eines Transportschlittens im Dezember 1911

Nach Erreichen des Beardmore-Gletschers am 9. Dezember wurden die restlichen fünf Ponys an einem Lagerplatz geschlachtet, den Scott daraufhin Shambles Camp (zu deutsch: Schlachtbank-Lager) benannte. Angesichts der Leistungen der Hundegespanne, mit denen sich Cecil Meares und Dmitri Girew (1889–1932) am 11. Dezember als nächste Unterstützungsgruppe auf den Rückweg begaben, kam Cherry-Garrard zu der Erkenntnis: „Es sah so aus, als ob Amundsen die richtige Form des Transports gewählt hatte.“ Beim folgenden Aufstieg über den Beardmore-Gletscher zum Polarplateau standen keine Zugtiere mehr zur Verfügung, so dass die Männer in drei Vierergruppen je einen Transportschlitten mit einem Gewicht von bis zu 400 kg selbst ziehen mussten. Zu Cherry-Garrards Gruppe gehörten Tom Crean, Henry Bowers und Patrick Keohane (1879–1950). Erschwert wurde das Vorankommen durch tiefen Schnee und unvorhersehbare Gletscherspalten. Cherry-Garrard und zahlreiche weitere Männer litten zudem an Schneeblindheit. Zeitweilig kamen sie aufgrund des hohen Gewichts der Schlitten wie zu Beginn des Wintermarschs zum Kap Crozier nur in rollierenden Etappen voran. Am 17. Dezember erreichten sie nach einem Aufstieg über etwa 1100 Höhenmeter den Cloudmaker (84° 17′ S, 169° 25′ O), einen markanten Berg am Westrand des Beardmore-Gletschers. Damit hatten sie etwa die Hälfte der Strecke vom Ross-Schelfeis zum Polarplateau zurückgelegt. Die täglich bewältigten Distanzen betrugen – nach anfänglich etwas mehr als 3 km – inzwischen bis zu 29 km.
Scott hatte bis dahin nicht mitgeteilt, welche von seinen verbliebenen elf Begleitern ihn zum Pol begleiten sollten. Am 20. Dezember, nach Erreichen der Buckley-Insel am oberen Ende des Beardmore-Gletschers, erfuhr Cherry-Garrard, dass er nicht dazu gehörte. „Dieser Abend war ein ziemlicher Schock. […] Natürlich wusste ich, was er [Scott] mir sagen würde, doch ich konnte kaum begreifen, dass ich am Ende des nächsten Tages zurückkehren sollte.“ Cherry-Garrard teilte dieses Schicksal mit Edward Atkinson, Patrick Keohane und Charles Wright (1887–1975).
Die Wege der nach Norden zurückkehrenden Mannschaft mit Cherry-Garrard und der beiden weiter nach Süden vorstoßenden Gruppen trennten sich, nachdem die Männer bis zum Abend des 21. Dezember nach einer schwierigen Wegstrecke über stark zerklüftete Eisrücken und zahlreiche Gletscherspalten weitere 18 km bis zu einer Breite von 85° 7′ S zurückgelegt hatten. Am 3. Januar 1912 hatten die letzten beiden Vierergruppen auf dem Polarplateau eine Breite von 87° 32′ S erreicht. Hier gab Scott seine Entscheidung bekannt, zu fünft statt zu viert, gemeinsam mit Wilson, Oates, Bowers und Edgar Evans den Weg zum Südpol zu vollenden, während Crean, Lashly und Edward Evans ihre Hoffnungen aufgeben und zum Kap Evans umkehren mussten.

#### Rückweg

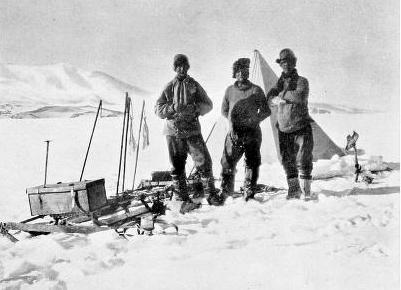
Cherry-Garrard, Keohane und Atkinson (v. l. n. r.) auf dem Rückweg vom Beardmore-Gletscher zum Basislager im Dezember 1911 (fotografiert von Wright)

Am Morgen des 22. Dezember 1911 begaben sich Cherry-Garrard und seine drei Begleiter auf den etwa 940 km langen Rückweg zum Basislager. Auf Höhe des Cloudmaker überlebten Atkinson und Keohane mehrere schwere Stürze in Gletscherspalten nur knapp. Ab dem Ross-Schelfeis orientierten sich die Männer an den Spuren der Hundegespanne. Durch Nachrichten, die Cecil Meares und Dmitri Girew in den einzelnen Depots auf dem Schelfeis hinterlassen hatten, erfuhren sie, dass die Gespanne durch schlechtes Wetter nur schleppend vorangekommen waren. Da Scott auf dem Hinweg die Hunde wegen der langsameren Ponys bis zu einer Breite von 83° 35′ S als Zugtiere hatte einsetzen lassen, statt, wie ursprünglich geplant, nur bis 81° 15′ S, hatte der längere Rückweg beide Hundeführer dazu gezwungen, sich an den Nahrungsmittelrationen für die späteren Rückkehrergruppen zu vergreifen. Dies erforderte wiederum von Cherry-Garrard und seinen Begleitern, die eigenen täglichen Rationen zu kürzen, bis sie hungrig und entkräftet am 15. Januar 1912 das One Ton Depot erreichten. Dieses Depot war zwischenzeitlich durch einen gemeinsamen Versorgungsmarsch Bernard Days, Frederick Hoopers und der nicht am Südpolmarsch beteiligten Thomas Clissold (1886–1963) und Edward Nelson (1883–1923) aufgestockt worden. Cherry-Garrard, Atkinson, Keohane und Wright litten anschließend wegen zu hastiger Nahrungsaufnahme an einer andauernden Übelkeit. Dennoch erreichten sie ohne weitere Zwischenfälle die Hütte am Hut Point am 26. Januar. Dort erfuhren die Männer, dass die ersten Rückkehrer vom Südpolmarsch (Day und Hooper) am 21. Dezember 1911 am Kap Evans eingetroffen waren.
Lashly, Crean und Edward Evans schlugen als letzte der zurückkehrenden Unterstützungsgruppen am 17. Februar 1912 etwa 50 km südlich des Hut Points ihr letztes Lager auf. Evans’ Gesundheitszustand hatte sich durch eine am 27. Januar eingetretene Skorbuterkrankung lebensbedrohlich verschlechtert. Lashly verblieb mit Evans im Lager, während Crean in einem zweitägigen Gewaltmarsch allein zum Hut Point eilte, um Hilfe zu holen. Atkinson und Girew brachen am 20. Februar mit den Hundegespannen auf und trafen gemeinsam mit Lashly und Evans zwei Tage später wieder am Hut Point ein.

### Versorgungsfahrt zum One Ton Depot

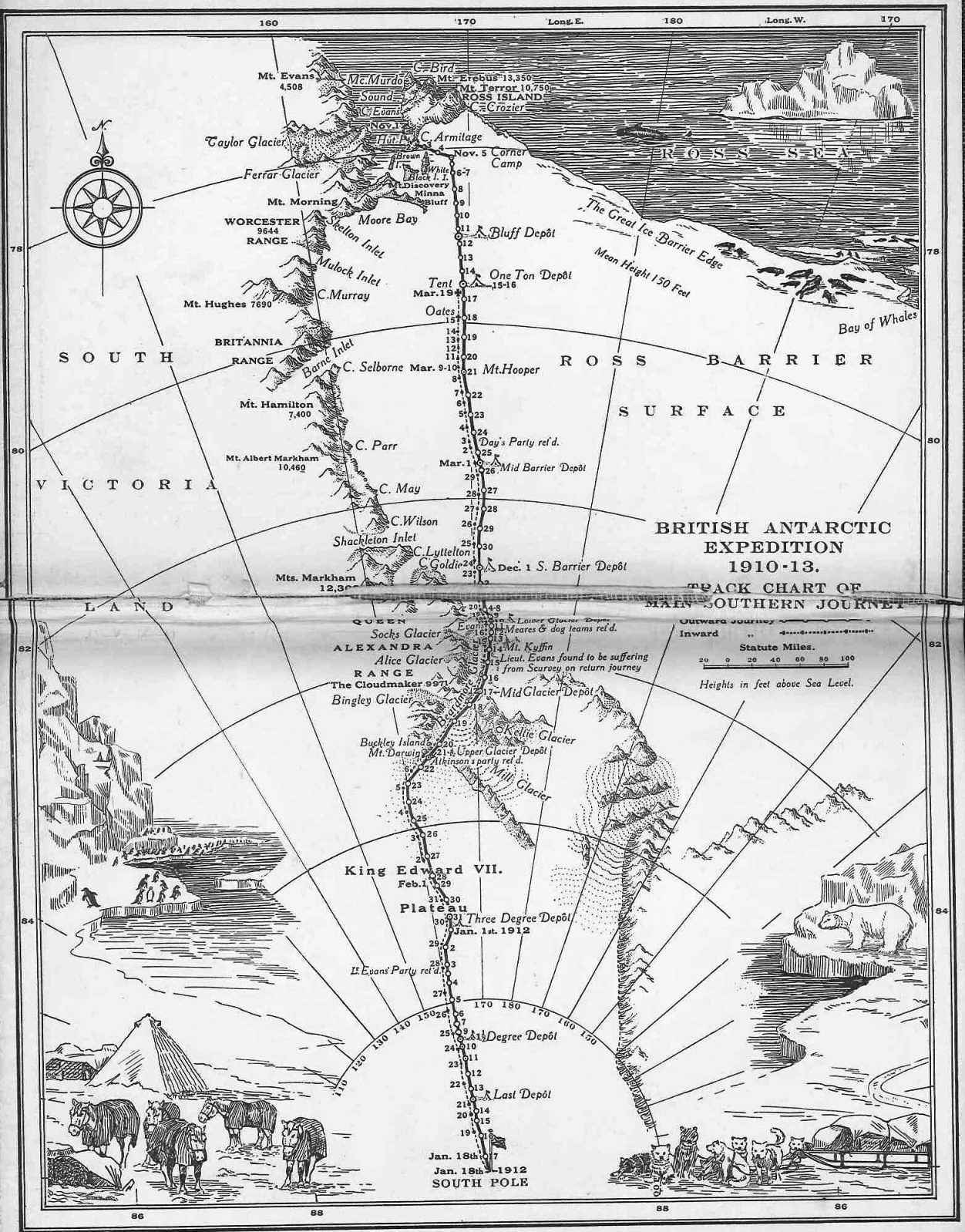
Karte vom Südpolmarsch und den hierfür angelegten Depots

Die Hundegespanne mit Meares und Girew waren am 4. Januar 1912 vom Südpolmarsch zur Hut-Point-Halbinsel zurückgekehrt. Die Expeditionsteilnehmer im Basislager waren verunsichert über Scotts Absichten zum weiteren Einsatz der Hunde. So blieb unklar, ob die Gespanne für spätere wissenschaftliche Erkundungsmärsche geschont werden sollten oder ob mit ihnen die heimkehrende Südpolgruppe unterstützt werden sollte, wie es Scott im Oktober 1911 schriftlich verfügt hatte. Dagegen war sicher, dass nicht genügend Hundefutter am One Ton Depot vorhanden war und durch die Verzögerungen infolge der verspäteten Rückkehr der Hundegespanne, der Bergung von Edward Evans, der Entladung der zur Ross-Insel zurückgekehrten Terra Nova und tagelangen schlechten Wetters keine Zeit verblieb, um Scotts Anordnung umzusetzen, mit Hilfe der Hunde „um den 1. März [1912] bei einer [südlichen] Breite von 82° oder 82° 30′ die heimkehrende Gruppe zu treffen“.
Der kritische Gesundheitszustand von Edward Evans erforderte den Verbleib von Edward Atkinson im Basislager als einzig verfügbarem Arzt. Da sich Cecil Meares „wegen familiärer Angelegenheiten abberufen“ auf die Heimreise mit der Terra Nova vorbereitete und Charles Wright, der sich als Alternative zu Meares angeboten hatte, die Arbeiten des ebenfalls abreisenden Meteorologen George Simpson (1878–1965) fortsetzen sollte, fiel schließlich Cherry-Garrard die Aufgabe zu, gemeinsam mit Girew und den Hundegespannen den Südpol-Rückkehrern entgegenzufahren. Cherry-Garrard fehlte nach eigenem Bekunden jegliche Erfahrung im Umgang mit Hunden. Zudem verfügte er über nur mangelhafte Navigationskenntnisse.
Cherry-Garrard und Girew brachen am 25. Februar 1912 nach Süden auf. Atkinson hatte angeordnet, mit Proviant für beide Männer, für die Hunde und für die Südpolgruppe so schnell wie möglich zum One Ton Depot zu fahren. Falls die Südpolgruppe dort noch nicht eingetroffen sei, sollte Cherry-Garrard selbst über das weitere Vorgehen entscheiden. In jedem Fall aber sei die Rückkehr der Südpolgruppe nicht abhängig von den Hundegespannen; zudem habe Scott ausdrücklich befohlen, die Hunde nicht zu gefährden. Das Depot erreichten beide Männer am 4. März, ohne unterwegs die Südpolgruppe getroffen zu haben. Nachdem sie das Depot mit Lebensmitteln aufgestockt hatten, warteten sie dort vergeblich bis zum 10. März auf Scott und seine Begleiter. Wegen des unzureichenden Vorrats an Hundefutter und schlechten Wetters entschied Cherry-Garrard, nicht weiter nach Süden zu fahren, sondern zum Basislager zurückzukehren. Zudem traten durch die Kälte bei Girew gesundheitliche Probleme auf. Cherry-Garrard wähnte die Südpolgruppe ausreichend mit Lebensmitteln versorgt. Was er nicht ahnte, war, dass Scott, Wilson, Bowers und Oates zu diesem Zeitpunkt etwa 130 km weiter südlich um ihr Überleben kämpften, nachdem Edgar Evans bereits am 17. Februar am Fuß des Beardmore-Gletschers vermutlich an einer Gehirnverletzung infolge mehrerer Stürze in Gletscherspalten gestorben war. Am 16. März trafen Cherry-Garrard und Girew am Hut Point ein. Laut Atkinson erlitt Cherry-Garrard nach der Ankunft einen körperlichen und seelischen Zusammenbruch. Atkinson und Keohane gelang es anschließend ohne die erschöpften Hundegespanne nur noch, bis zum 30. März einen Versorgungsmarsch zum Corner Camp zu unternehmen, bevor schlechtes Wetter und sinkende Temperaturen auch sie zur Umkehr zwangen. Nach der Rückkehr der beiden Männer am 1. April notierte Cherry-Garrard: „Wir müssen uns jetzt damit abfinden. Die Polgruppe wird höchstwahrscheinlich niemals zurückkehren. Und es gibt nichts, was wir noch tun könnten.“

### Suche nach der verschollenen Südpolgruppe

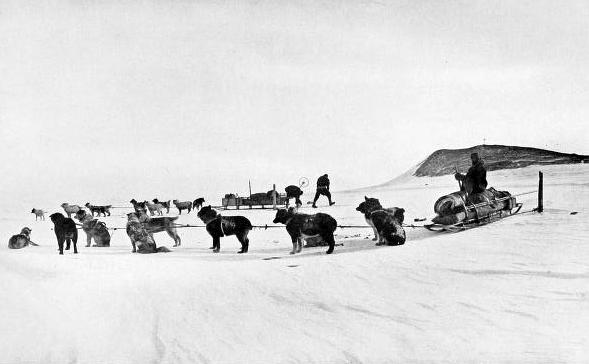
Cherry-Garrard, Atkinson und Girew (Zuordnung unbekannt) beim Aufbruch mit zwei Hundeschlittengespannen vom Hut Point zur Suche nach der Südpolgruppe am 1. November 1912

Am 4. März 1912 hatten neun Expeditionsteilnehmer die Heimreise an Bord der Terra Nova angetreten. Im Gegenzug waren der neue Koch Walter Archer (1869–1944) und der Matrose Thomas Williamson (1877–1940) als Neuankömmlinge am Kap Evans eingetroffen. Somit verblieben einschließlich Cherry-Garrard 13 Expeditionsteilnehmer unter der Führung Edward Atkinsons für ein weiteres Jahr als Besetzung des Basislagers in der Antarktis.
Während der Wintermonate setzte die Mannschaft das wissenschaftliche Programm fort. Außerdem versorgte sie die Schlittenhunde und die neu eingetroffenen Maultiere. Cherry-Garrard nahm seine redaktionelle Arbeit an den South Polar Times wieder auf und katalogisierte die gesammelten ornithologischen und andere zoologische Präparate. Die Männer standen vor der undankbaren Aufgabe zu entscheiden, ob sie im bevorstehenden Sommer das Schicksal der verschollenen Südpolgruppe aufklären oder nach einer im nördlichen Viktorialand vermissten sechsköpfigen Gruppe unter der Leitung Victor Campbells (1875–1956), der sogenannten Nordgruppe, suchen sollten. Cherry-Garrard schrieb: „Es ist nicht zu beschreiben und beinahe unmöglich sich vorzustellen, wie schwierig es war, diese Entscheidung zu treffen.“ Zu seiner Überraschung stimmten alle Expeditionsmitglieder bei nur einer Enthaltung für einen weiteren Marsch nach Süden. Ihre Bemühungen erfuhren während des Winters einen schweren Rückschlag, als zahlreiche Schlittenhunde an der Herzwurmerkrankung zugrunde gingen.

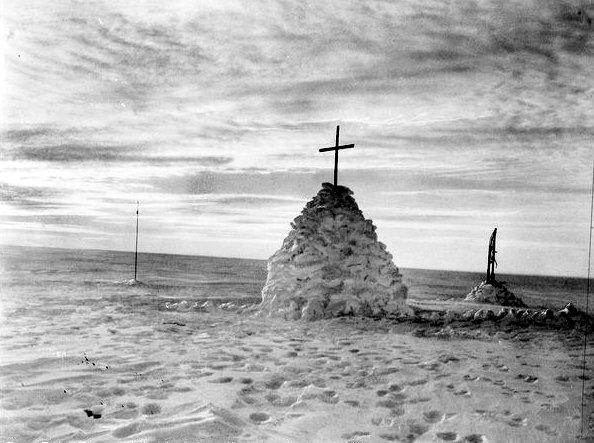
Das Grab von Scott, Wilson und Bowers auf dem Ross-Schelfeis bei 79° 50′ S

Die Suche nach Scott und seinen vier Begleitern begann am 29. Oktober 1912. Eine achtköpfige Gruppe brach an diesem Tag unter der Leitung von Charles Wright mit den sieben Maultieren vom Kap Evans auf. Cherry-Garrard, Atkinson und Girew folgten mit zwei geschwächten Hundegespannen am 1. November vom Hut Point. Am 11. November erreichten beide Gruppen das One Ton Depot. Die Maultiere erwiesen sich im Vergleich zu den Ponys im Vorjahr als deutlich robuster. Nachdem die Mannschaft am nächsten Tag etwa 21 km nach Süden zurückgelegt hatte, traf sie auf das letzte Lager der Südpolgruppe. Cherry-Garrard notierte: „Wir hatten sie gefunden – Zu sagen, dass es ein grauenhafter Tag gewesen ist, beschreibt es nicht – Worte reichen hier nicht aus.“ Im Zelt lagen die Leichen Scotts, Wilsons und Bowers’. Den Tagebuchaufzeichnungen Scotts war zu entnehmen, dass die Gruppe den Südpol am 18. Januar 1912 erreicht hatte, jedoch einen Monat später als Roald Amundsen und vier Begleiter. Zudem erfuhr die Suchmannschaft vom Tod Edgar Evans’ und dass Lawrence Oates am 17. März etwa 42 km südlich des letzten Lagers nach Verlassen des Zelts in einem Blizzard wegen schwerster Erfrierungen seinem Leben freiwillig ein Ende gesetzt hatte. Nachdem sich die drei verbliebenen Männer der Südpolgruppe nach Oates’ Tod ausgezehrt und krank noch zwei weitere Tage nach Norden geschleppt hatten, hatte ein andauernder Schneesturm ein weiteres Vorankommen zum rettenden One Ton Depot verhindert. Scotts Aufzeichnungen endeten am 29. März mit dem eindringlichen Appell, sich um die Hinterbliebenen der Toten zu kümmern.
Die drei toten Männer wurden mit der äußeren Zeltplane bedeckt und es wurde über ihnen ein hoher Schneehügel errichtet, der von zwei aufgerichteten Transportschlitten flankiert war und auf dessen Spitze ein aus Skibrettern angefertigtes Holzkreuz stand. Der Suchtrupp sicherte die Tagebuchaufzeichnungen, das meteorologische Logbuch, einige Briefe, das fotografische Material und etwa 15 Kilogramm Gesteinsproben von der Südpolgruppe. Bei der anschließenden Suche nach Oates’ Leichnam fand die Mannschaft nur seinen Schlafsack mit einem darin befindlichen Theodolit, einen Finnesko-Stiefel und Socken. Am 15. November errichtete sie an der ungefähren Position, an der Oates das Zelt verlassen hatte, einen weiteren Schneehügel, der gleichfalls mit einem Kreuz versehen wurde und in dem Cherry-Garrard und Atkinson eine von ihnen unterzeichnete Gedenkschrift an Oates hinterließen. Als die Teilnehmer des Suchtrupps am 25. November wieder am Hut Point eingetroffen waren, fanden sie Campbells Notiz über die sichere Rückkehr der Nordgruppe zum Basislager. Zu diesem Anlass notierte Cherry-Garrard: „Was für eine Erleichterung und wie unterschiedlich einem die Dinge nun erscheinen!“

### Rückkehr nach England und Nachbereitung
Die Terra Nova traf am 18. Januar 1913 am Kap Evans ein, um die Expeditionsteilnehmer abzuholen. Zwischen dem 20. und 22. Januar, dem Tag der Abfahrt, errichtete eine achtköpfige Mannschaft ein vom Schiffszimmermann angefertigtes hölzernes Gedenkkreuz auf dem Observation Hill am Hut Point, in das die Namen der fünf Toten der Südpolgruppe und auf Vorschlag Cherry-Garrards ein Zitat aus Alfred Tennysons Gedicht Ulysses eingraviert sind: „Streben, suchen, finden und nicht aufgeben.“ Nachdem das Schiff am 10. Februar im neuseeländischen Oamaru eingetroffen war, ging die Nachricht vom Tod Scotts und seiner vier Begleiter um die Welt. Im Zuge dessen entbrannte sofort eine Diskussion darüber, ob Cherry-Garrard und sein Begleiter Dmitri Girew den Untergang der Südpolgruppe wegen unterlassener Hilfeleistung zu verantworten hätten. Diesem Vorwurf traten die anderen überlebenden Expeditionsteilnehmer in einem aus Neuseeland an die Daily Mail abgeschickten Telegramm entschieden entgegen.
Einige Zeit nachdem Cherry-Garrard mit der Terra Nova am 14. Juni 1913 aus Neuseeland zurück in Cardiff eingetroffen war, erfuhr er vom Schicksal George Abbotts (1880–1923), eines Mitglieds der zwischenzeitlich verschollenen Nordgruppe, der sich nach der Rückkehr von der Expedition in psychiatrische Behandlung begeben musste. Abbott lief Gefahr, wegen der Erkrankung seine Pensionsansprüche bei der Royal Navy zu verlieren. Cherry-Garrard verhinderte dies durch persönliche Intervention bei der britischen Admiralität. Er nahm auch Kontakt zu Hinterbliebenen der während der Expedition umgekommenen Teilnehmer auf, namentlich zu den Müttern von Bowers und Oates sowie zu Scotts Frau Kathleen. Oriana Wilson, die Frau seines toten Freundes Edward Wilson, blieb Cherry-Garrard bis zu ihrem Tod im Jahr 1945 freundschaftlich verbunden.

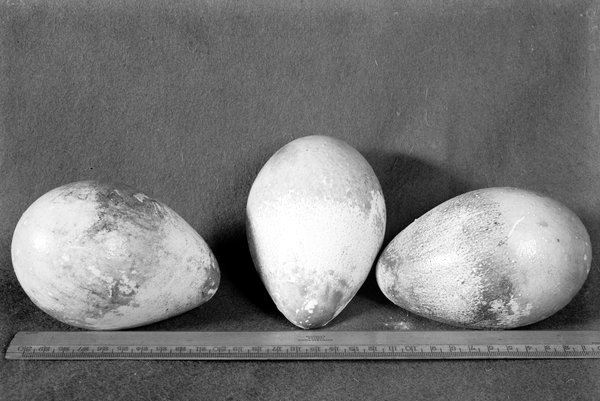
Die drei von Cherry-Garrard, Wilson und Bowers während des Wintermarsches eingesammelten Kaiserpinguin-Eier

Im Spätsommer 1913 lieferte Cherry-Garrard die drei am Kap Crozier eingesammelten Kaiserpinguin-Eier beim Natural History Museum in London ab. Der Verwalter der biologischen Sammlung war ihm gegenüber abweisend, nahm die Eier nur widerwillig an und ließ ihn stundenlang auf den Erhalt einer Empfangsquittung warten. Als Cherry-Garrard einige Zeit später zusammen mit Scotts Schwester Grace (1871–1947) das Museum aufsuchte und man ihnen keine Auskunft über den Verbleib der Eier geben konnte, drohte Grace Scott, nach Ablauf eines Ultimatums von 24 Stunden die Angelegenheit landesweit publik zu machen und so zu einem Skandal auszuweiten. Eine eilige Recherche der Museumsverantwortlichen ergab, dass die Eier über Umwege an den schottischen Zoologen James Cossar Ewart von der University of Edinburgh überstellt worden waren. Ewart konnte bei seinen mikroskopischen Untersuchungen der in den Eiern enthaltenen Embryos keine Homologie in der Embryonalentwicklung des Gefieders der Vögel und des Schuppenpanzers bei Reptilien feststellen, womit der erhoffte Nachweis eines gemeinsamen Vorfahren in der Evolution beider Tierklassen ausblieb. Erst im Jahr 1934 veröffentlichte der an der University of Glasgow arbeitende Zoologe Charles Wynford Parsons die Ergebnisse der Arbeiten Ewarts in einer wissenschaftlichen Publikation mit dem Kommentar, dass die von Cherry-Garrard mitgebrachten Kaiserpinguin-Eier „nicht sehr viel zum Verständnis der Embryologie von Pinguinen beigetragen haben“.

## Expedition nach China
Im Februar 1914 brach Cherry-Garrard gemeinsam mit Edward Atkinson zu einer medizinischen Expedition unter der Leitung des Parasitologen Robert Leiper (1881–1969) von der London School of Tropical Medicine ins östliche China auf. Ziel war die Erforschung der Infektionswege der durch den Pärchenegel Schistosoma japonicum verursachten asiatischen Form der Bilharziose, an der zahlreiche Seeleute der britischen Handelsmarine in chinesischen Gewässern erkrankten. Cherry-Garrard, Atkinson und Leiper mieteten ein Hausboot, das sie zu einem schwimmenden Labor ausbauten und mit dem sie entlang der Handelsrouten für Tee und Seide den Jangtsekiang bereisten. Die Suche nach einem geeigneten und bereitwilligen Bilharziose-Patienten zur Sammlung von Schistosomen-Eiern verlief erfolglos, was zu Streitereien zwischen Atkinson und Leiper führte. Cherry-Garrard reiste vorzeitig ab. Mit dem Zug kehrte er über Harbin und nach Durchquerung Sibiriens und Zentralrusslands nach England zurück, wo er am 10. Mai 1914 eintraf.

## Erster Weltkrieg und späteres Leben

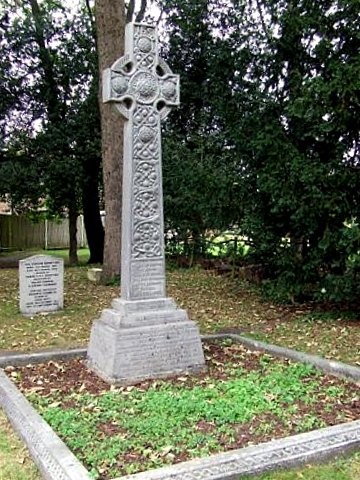
Das Grab von Cherry-Garrard auf dem St. Helen’s Churchyard in Wheathampstead

Zu Beginn des Ersten Weltkriegs meldete sich Cherry-Garrard als Freiwilliger. Nach einer kurzzeitigen Ausbildung in der Garnison Aldershot erhielt er am 9. November 1914 im Rang eines Lieutenant Commander das Kommando über eine Panzerwagenkompanie des Royal Naval Air Service zur Unterstützung der in Flandern kämpfenden Truppen. Seine Einheit war vermutlich nie direkt in Gefechte verwickelt und wurde nach der Zweiten Ypernschlacht im Mai 1915 zurück nach England versetzt.
Im Frühjahr 1916 erkrankte Cherry-Garrard an Colitis ulcerosa und wurde als Invalide aus dem Kriegsdienst entlassen. Die Krankheit wurde begleitet von einer schweren Depression, deren Ursache nach heutigem Kenntnisstand eine posttraumatische Belastungsstörung infolge der tragischen Ereignisse während der Terra-Nova-Expedition war. Die gesundheitlichen Probleme ließen ihn für mehrere Jahre bettlägerig werden, in denen ihn immer wieder der Gedanke quälte, für den Untergang der Südpolgruppe und speziell für den Tod seiner engen Freunde Edward Wilson und Henry Bowers verantwortlich zu sein. Das Niederschreiben der Erlebnisse während der Expedition im 1922 erschienenen Buch The Worst Journey in the World, zu dessen Titel Cherry-Garrard sein befreundeter Nachbar George Bernard Shaw inspiriert hatte, diente auch der psychotherapeutischen Verarbeitung des erlittenen Traumas. Das Vorwort des Buches enthält eine Bewertung Cherry-Garrards zu den wichtigsten Protagonisten des Goldenen Zeitalters der Antarktis-Forschung, die in zahlreichen späteren Büchern über diese Epoche zitiert wurde:

„Für eine gemeinsame wissenschaftliche und geographische Organisation gebt mir Scott, […] für eine Spritztour zum Pol und nichts anderes Amundsen, und falls ich in einem Höllenloch bin und herausmöchte, gebt mir jederzeit Shackleton.“

Durch die öffentliche Aufmerksamkeit, die Cherry-Garrard nach Veröffentlichung des Buches erhielt, entstanden Freundschaften mit den Schriftstellern H. G. Wells und Arnold Bennett, dem Bergsteiger George Mallory und mit T. E. Lawrence, der als Lawrence von Arabien Weltruhm erlangt hatte und zu dessen Tod Cherry-Garrard einen Nachruf schrieb.
Bereits 1917 hatte Cherry-Garrard trotz seiner fortschreitenden gesundheitlichen Probleme gemeinsam mit dem australischen Polarforscher Douglas Mawson und weiteren Prominenten eine Kampagne ins Leben gerufen, die das Töten der damals vom Aussterben bedrohten Haubenpinguine zur Trangewinnung auf der Macquarieinsel stoppen sollte. Seine Protestaufrufe in Zeitungen, darunter der London Times, führten schließlich im Dezember 1919 dazu, dass die Regierung des zuständigen australischen Bundesstaates Tasmanien zunächst ein unbefristetes Moratorium zum Schutz der Tiere verhängte und die Macquarieinsel 1933 endgültig zu einem Naturschutzgebiet erklärte.
Im Verlauf der 1920er Jahre schien sich Cherry-Garrard gesundheitlich vollständig zu erholen, doch schließlich trat seine Depression wieder zutage. Die von ihm zuvor leidenschaftlich betriebene Fuchsjagd gab er auf und er suchte in den nächsten Jahren Ablenkung durch das Sammeln literarischer Erstausgaben und auf Kreuzfahrten im Mittelmeer. 1929 nahm er am ersten Treffen des Antarctic Club teil. Am 6. September 1939 heiratete er die 30 Jahre jüngere Angela Katherine Turner (1916–2005), die er während einer Schiffsreise nach Norwegen kennen gelernt hatte. Die Ehe, die bis zu seinem Tod hielt, blieb kinderlos. Nach dem Ende des Zweiten Weltkriegs zwangen ihn seine angegriffene Gesundheit und finanzielle Forderungen der Steuerbehörden zum Verkauf des Familienanwesens Lamer Park, das später abgerissen wurde. Für den Rest seines Lebens bewohnte er gemeinsam mit seiner Frau eine Wohnung in einem Apartmenthaus in Westminster.
Im November 1948 fand in London die Uraufführung des britischen Kinofilms Scotts letzte Fahrt statt. Cherry-Garrard hatte nach einer Anfrage des Produzenten Michael Balcon eine Einwilligung zur Darstellung seiner Person in dem Film verweigert. Balcon hatte seine Rolle dennoch mit dem Schauspieler Barry Letts besetzt.
Cherry-Garrard starb 73-jährig am 18. Mai 1959 während eines Aufenthalts im Londoner Luxushotel The Berkeley an den Folgen einer Herzinsuffizienz. Er wurde beerdigt im Familiengrab der Cherry-Garrards am nordwestlichen Ende des St. Helen’s Churchyard in Wheathampstead, das mit einem mannshohen Keltenkreuz markiert ist. In der Friedhofskirche befinden sich eine nach seinem Abbild als Polarforscher geschaffene bronzene Statue und eine Gedenktafel, die an sein Leben erinnert.

## Nachwirkungen

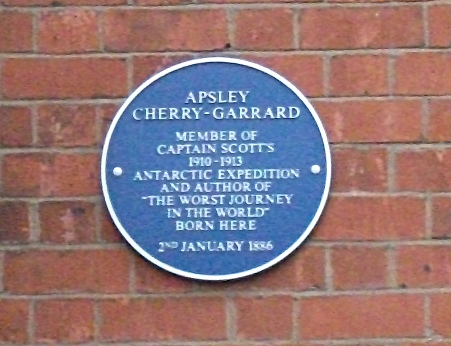
Gedenktafel am Geburtshaus von Cherry-Garrard im südenglischen Bedford

Cherry-Garrards Buch The Worst Journey in the World zählt zu den Klassikern der Reise- und Polarliteratur. Bis in die Gegenwart hinein erschien es bei unterschiedlichen Verlagen in mehrfacher Auflage und wurde 2006 unter dem Titel Die schlimmste Reise der Welt erstmals auch ins Deutsche übersetzt. Im Sommer 2001 führte die englische Originalversion eine von der National Geographic Society aufgestellte Rangliste unter dem Titel The 100 Best Adventure Books of All Time (deutsch: Die 100 besten Abenteuerbücher aller Zeiten) an. Dieser Einschätzung folgten zahlreiche weitere Rezensenten. Peter Matthiessen nannte es „das beste Buch, das jemals über Antarktisforschung geschrieben wurde“. Kathrin Passig bezeichnete das im Buch enthaltene Kapitel zum Wintermarsch als „eine der besten und eindringlichsten Schilderungen des absurden Missverhältnisses von Aufwand und Ergebnis […].“ Der britische Polarhistoriker Roland Huntford hielt Cherry-Garrads Werk für „eine unausgereifte, aber überzeugende, hochemotionale Verteidigungsschrift“.
Sara Wheeler schrieb 2001 unter dem Titel Cherry: A Life of Apsley Cherry-Garrard die erste Biographie in Buchform über den Polarforscher.
Die BBC produzierte 2007 unter dem Titel The Worst Journey in the World ein biographisches Doku-Drama über Cherry-Garrard mit Mark Gatiss in der Hauptrolle. Barry Letts, der Cherry-Garrard fast 60 Jahre zuvor im Film Scotts letzte Fahrt verkörpert hatte, ist der Erzähler des Epilogs. In der siebenteiligen britischen Fernsehserie The Last Place on Earth von 1985, die auf Huntfords Doppelbiographie Scott and Amundsen basiert, wurde Cherry-Garrard von Hugh Grant dargestellt.
Im November 2010 enthüllte der Bürgermeister der Stadt Bedford eine Gedenktafel an Cherry-Garrards Geburtshaus.
Teilnehmer der Commonwealth Trans-Antarctic Expedition (1955–1958) entdeckten bei einem Besuch des Kap Crozier die Überreste der von Cherry-Garrard, Wilson und Bowers errichteten Schutzhütte. Der vom Sekretariat für den Antarktisvertrag beschlossene Erhalt als kulturhistorisches Monument liegt in den Händen des neuseeländischen Antarctic Heritage Trust. Die Ausrüstungsgegenstände, die die drei Männer 1911 zurückgelassen hatten, werden inzwischen von neuseeländischen Museen verwahrt.
Die während des Wintermarsches zum Kap Crozier eingesammelten Kaiserpinguin-Eier befinden sich seit dem Abschluss der Untersuchungen James Cossar Ewarts wieder im Besitz des Natural History Museum, wo sie zwischenzeitlich auch anderen Zoologen für Untersuchungen zur Verfügung gestellt wurden. Douglas Russell, Kurator der Gelegesammlung des Museums, sagte in einem Interview mit der britischen Tageszeitung The Guardian vom 14. Januar 2012, dass von den 300.000 in der Sammlung vorhandenen Exponaten die von Cherry-Garrard beigesteuerten drei Exemplare die größte öffentliche Aufmerksamkeit bekämen.
Bei einer Versteigerung des Auktionshauses Christie’s am 9. Oktober 2012 erzielten 27 Briefe, die Cherry-Garrard während der Terra-Nova-Expedition an seine Mutter geschrieben hatte, nach einer vorherigen Schätzung auf bis zu £ 80.000 schließlich einen Erlös von £ 67.250. Seine silberne Polarmedaille und die von der Royal Geographical Society zusätzlich an ihn verliehene Scott-Gedächtnis-Medaille wurden am 19. Juni 2013 gemeinsam für £ 58.000 versteigert.
Nach Apsley Cherry-Garrard sind in der Antarktis der im nördlichen Viktorialand befindliche Mount Cherry-Garrard (71° 18′ S, 168° 41′ O), der aus einem Firnfeld am Mount Kirkpatrick gespeiste Garrard-Gletscher (84° 7′ S, 169° 35′ O) sowie der in den Beardmore-Gletscher mündende Cherry-Gletscher (84° 30′ S, 167° 10′ O) und der Cherry-Eisfall (84° 27′ S, 167° 40′ O) benannt. Darüber hinaus ist er Namensgeber für die zu den marinen Digenea gehörenden Saugwürmer der Art Lepidapedon garrardi, die in antarktischen Gewässern anzutreffen ist.